# Lamborghini Egoista
La Lamborghini Egoista est un concept-car monoplace du constructeur automobile italien Lamborghini, présenté en 2013 pour le cinquantième anniversaire de la marque. Ce modèle, œuvre du designer italien Walter de Silva (directeur du design de la société mère Volkswagen), n'est pas commercialisé à ce jour.

## Présentation

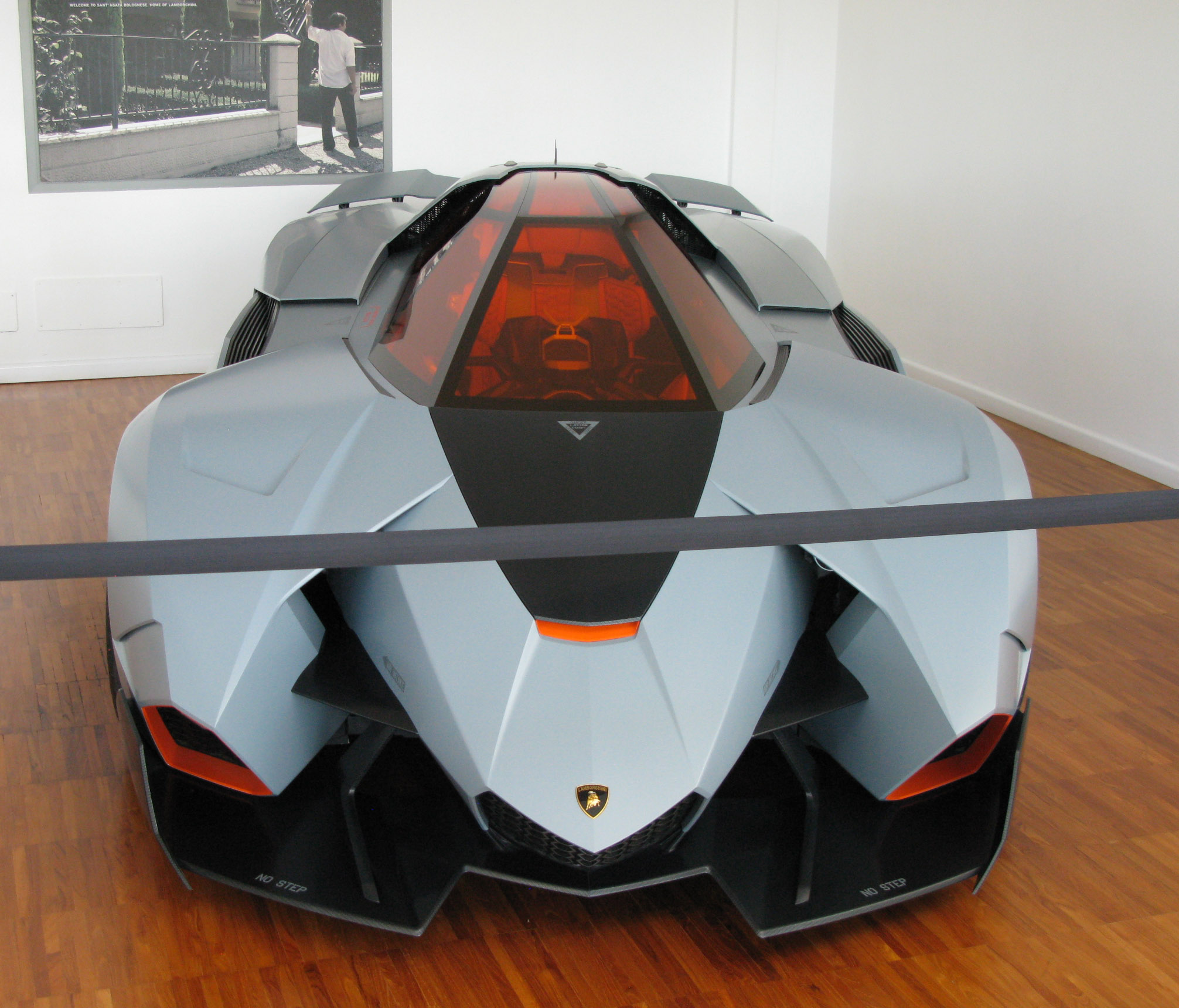

Construite en fibre de carbone et aluminium sur la base d'une Lamborghini Gallardo, l'Egoista (égoïste) est une monoplace dotée d'un moteur V10 de Gallardo poussé à 600 chevaux.
Les lignes en forme de prisme de l'Egoista sont en partie héritées des Lamborghini Reventón, Lamborghini Aventador, Lamborghini Veneno, de la Formule 1 et des avions de chasse furtifs, avec un museau fuselé. Le tableau de bord est minimaliste et le pilote dispose d'un affichage tête haute comme sur un avion de chasse ou un hélicoptère militaire. La peinture grise matte est inspirée d'un avion furtif.
Pour sortir de la voiture, le conducteur doit retirer le volant, ouvrir le dôme à commande électrique, se mettre debout sur le siège, s’asseoir sur un point précis de la carrosserie, puis faire pivoter ses jambes à 90° de l'intérieur vers l'extérieur du cockpit.
Le véhicule est exposé au musée Lamborghini du siège de la marque à Sant'Agata Bolognese.
Elle aurait été achetée en 2025 par un client suisse pour une somme de 117 millions d'euros ce qui en fait une des voitures les plus chères au monde 